# Ancient Warriors
Ancient Warriors è un film del 2003 diretto da Walter von Huene.
I 4 protagonisti della pellicola, di produzione italo-statunitense, sono Franco Columbu, Daniel Baldwin, Richard Lynch e Michelle Hunziker. Il film fu girato anche in Sardegna.

## Trama
Il capitano delle forze speciali Aldo Paccione riunisce la sua ex squadra Delta Force e addentrarsi nelle miniere della Sardegna quando viene scoperto che una banda di mercenari sta sviluppando armi biochimiche.

## Produzione
Il film è stato prodotto dallo stesso Franco Columbu, in collaborazione con Liz Ryan.